# (14311) 1971 UK1
(14311) 1971 UK1 est un astéroïde de la ceinture principale découvert en 1971.

## Description
(14311) 1971 UK1 a été découvert le 26 octobre 1971 à Bergedorf par Luboš Kohoutek.

### Caractéristiques orbitales
L'orbite de cet astéroïde est caractérisée par un demi-grand axe de 2,47 UA, un périhélie de 1,92 UA, une excentricité de 0,22 et une inclinaison de 7,75° par rapport à l'écliptique. Du fait de ces caractéristiques, à savoir un demi-grand axe compris entre 2 et 3,2 UA et un périhélie supérieur à 1,666 UA, il est classé, selon la JPL Small-Body Database, comme objet de la ceinture principale.

### Caractéristiques physiques
(14311) 1971 UK1 a une magnitude absolue (H) de 15,0 et un albédo estimé à 0,431.